# 古斯塔夫·梅林克
古斯塔夫·梅林克（德語：Gustav Meyrink，1868年1月19日—1932年12月4日），原名古斯塔夫·迈耶（Gustav Meyer），奥地利作家、小说家、剧作家、翻译家和银行家，以其小说《哥连》而闻名。他被称为“超自然小说领域最受尊敬的德语作家”。

## 生平
1868年，古斯塔夫·梅林克出生于奥匈帝国首都维也纳，是符腾堡州务卿卡尔·冯·瓦尔恩布勒（Karl von Varnbüler）和宫廷女演员玛丽·迈耶（Marie Meyer）的私生子。他在慕尼黑上了威廉文理中学，直到1880年，然后在汉堡转入约翰内姆文理学校，最后于1883年在布拉格完成了他的高中毕业考试。在布拉格商业学院（1885-88）就读后，梅林克于1889年至1902年先后成为布拉格麦耶和摩根斯坦银行和交易所（Prager Bank- und Wechslergeschäfts Meyer & Morgenstern）的部分和唯一所有者。
1891年，梅林克成为“蓝星”（Zum blauen Stern）协会的联合创始人兼主席。该会所是神智学会的布拉格分会，由海伦娜·彼得罗夫娜·布拉瓦茨基（Helena Petrovna Blavatsky）于1875年创立。1893年，他与海德薇格·阿洛伊西亚·塞特尔（Hedwig Aloysia Certl）结婚，并师从阿洛伊斯·梅兰德（Alois Mailänder）进行神秘学研究。1895年起，梅林克成为波西米亚德国视觉艺术家协会的成员，并在那里结识了莱纳·玛利亚·里尔克（Rainer Maria Rilke）、埃米尔·奥利克、奥斯卡·维纳和雨果·施泰纳（Hugo Steiner-Prag）等人。
1896年，他邂逅了菲洛梅娜·伯恩特（Philomena Bernt），后者后来成为他的第二任妻子。1900年，他患上了脊髓疾病。1901年，他以笔名“梅林克”（Meyrink）在慕尼黑《简明报》（Simplicissimus）上发表了第一篇文章《热血战士》（Der heisse Soldat）。1902年，由于银行业务破产，他被拘留。随后的欺诈案审判以无罪释放告终，但他随后的康复尝试却未能成功。1903年，他移居维也纳，成为维也纳讽刺杂志《利伯·奥古斯丁》（Lieber Augustin）的编辑。同年，他出版了文集《兰花：奇异的故事》（Orchideen. Sonderbare Geschichten）。1904年，他的脊髓疾病恶化；医生宣布梅林克无法治愈。尽管如此，他在一年内康复，并将康复归功于瑜伽练习。

## 创作阶段
1905年，他与海德维希·阿洛伊西亚离婚，同年与菲洛梅娜·伯恩特（Philomena Bernt）结婚。1906年，他们育有一女西比勒·费利齐塔斯（Sibylle Felizitas）。1906年，他移居慕尼黑。1907年，梅林克获得巴伐利亚公民身份。直到1908年，梅林克一直在文学月刊《三月》（März）工作。1908年，他的儿子哈罗·福图纳特（Harro Fortunat）出生。福图纳特于1932年7月因事故导致截瘫后自杀。梅林克游历了加尔达湖（Gardasee）、布拉格、柏林和瑞士。《德国间谍的魔号》（Des deutschen Spießers Wunderhorn）初版于1909年出版。随后，他与作家罗达·罗达（Alexander Friedrich Ladislaus Roda Roda）合作创作了几部喜剧：《布比》（Bubi）和《罗德岛的奴隶》(Die Sklavin von Rhodus)于1912年首演。
此外，他还创作了喜剧《卫生顾问》（Der Sanitätsrat）。1911 年，他移居施塔恩贝格，并在那里生活直至去世。1915 年，他最成功的小说《哥连》（Der Golem）出版；他于 1907 年在慕尼黑开始准备这部小说。1916 年，库尔特·沃尔夫出版社出版了《蝙蝠》（Fledermäuse）与《绿脸》（Das grüne Gesicht），次年他的小说《瓦尔帕吉斯之夜》（Walpurgisnacht）出版。1921 年，他出版了《白色多米尼加人：一个隐形人的日记》(Der weiße Dominikaner. Aus dem Tagebuch eines Unsichtbaren)。他还编辑了《魔法小说和书籍》系列，直到 1924 年。1922 年，他出版了路德维希·贝希斯坦的《女巫故事》，一年后，他发表了散文《超越的边界》。1925 年，他全身心投入托马斯·阿奎那的研究，翻译、介绍和编辑了后者关于《魔法石》的专著。次年，他的小说《西窗天使》(Der Engel vom westlichen Fenster)出版，该小说讲述了英国魔术师约翰·迪的故事。 1927年，古斯塔夫·梅林克从新教皈依大乘佛教。1928年，梅林克自1920年以来居住的施塔恩贝格房屋被出售。
1932 年 12 月 4 日，梅林克在施塔恩贝格去世，三天后被安葬在镇公墓。

## 主要作品简介
他的文学创作中心是布拉格和慕尼黑。他一生都对这两座城市爱恨交织。
梅林克是德语世界最早创作奇幻小说的作家之一（继E. T. A. 霍夫曼和保罗·舍尔巴特之后）。虽然他的早期作品（《德国庸人的魔号》）批判了当时的庸俗，但他的后期作品通常以老布拉格为背景，主要探讨超自然现象和存在的形而上学意义（《魔像》《绿脸》《白道明》《西窗天使》）。梅林克本人自1891年起成为神智学会会员，他在这些小说和各类文章中表达了神秘主义的秘传观点，其中包括宗教弥赛亚思想、佛教元素、犹太教和基督教神秘主义，以及神智学和炼金术。他的作品在20世纪的玫瑰十字会（Rosenkreuzer）和神智学界，以及广大神秘学家中都尤为引人注目。

### 《哥连》（Der Golem）[12]

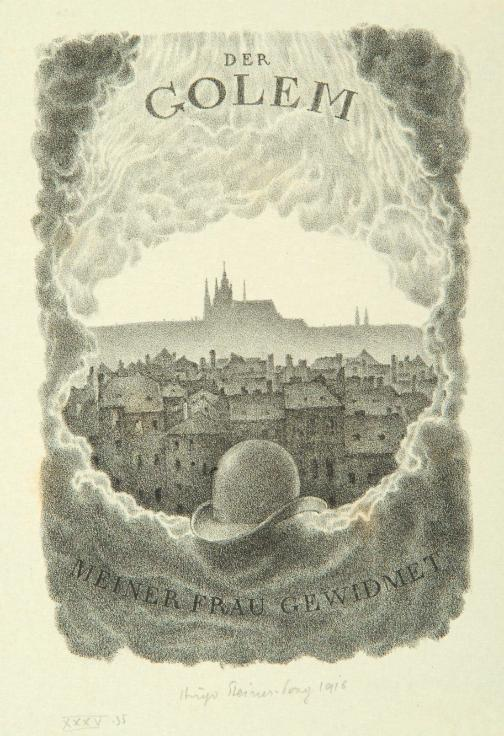
Hugo Steiner-Prag为1915年版《哥连》创作的封面。

这部发表于1915年的奇幻小说是梅林克最为著名的代表作，代表了他文学生涯中最高的知名度。它最初以连载小说的形式出现在《白影》（Die Weißen Blätter）杂志上，时间为1913年12月至1914年8月；1915年以书籍形式出版。故事分为二十章，发生在19世纪末布拉格迷宫般的犹太区，那里的人物神秘地相互联系。故事的中心人物是正在寻找自身身份的阿塔纳修斯·佩尔纳特，并参考了魔像传说、卡巴拉教、埃及神秘学和印度神智学思想。

#### 主要内容
在小说的开篇故事（“睡眠与白昼”一章）中，第一人称叙述者是一位20世纪初到访布拉格的匿名作家，他在睡前读了一本关于悉达多·乔达摩生平的书。他陷入了不安的半睡半醒状态，想起自己曾与一位名叫阿塔纳修斯·佩尔纳特的陌生人交换过帽子，并进入了一个梦境，在梦境中，他如同轮回一般，与主人公一起重温了33年前在如今已被净化的布拉格犹太区发生的事件。第二天，在最后一章中，他沿着梦中之夜走过的路去归还帽子，并透过一扇双开门，门框上绘有奥西里斯壁画，画中有雌雄同体人物，他瞥见了与他相貌相似的佩尔纳特和米尔贾姆。
主线剧情跨越一年，讲述了19世纪末居住在布拉格老犹太区的宝石切割师兼修复师阿塔纳修斯·佩尔纳特以第一人称讲述了他在童年时期经历了一段痛苦的恋情并导致失忆后，渴望开始新生活，却被卷入一场犯罪故事。在平行剧情中，神秘主义者希勒尔帮助他探寻自己的过去，并开启了自我认知之路。

#### 评价
梅林克的小说在出版商的大型广告宣传中被描述为一部关于“布拉格恶魔”的“轰动侦探小说”，它既营造了悬念，又通过“人类灵魂与命运”的主题引发了人们对其伦理维度的反思。该小说自1915年12月出版以来，便取得了巨大的销量成功，并被翻译成多种语言。弗朗茨·韦尔费尔（Franz Werfel）在给梅林克的信中指出：“《魔像》的成功更多地归功于出版商，而非作者。”
这本书通过与魔像传说相关的内容，将读者的注意力吸引到布拉格历史悠久的犹太区（该区在出版时已不复存在）。该书被认为是根据古老犹太传说改编的最著名作品，传说中，一个由泥土做成的人被魔法赋予了生命，被称为“一种友好的犹太科学怪人”。作者的这一成就也得到了国际评论的认可，尽管对个别方面的评价有所不同：梅林克在世时就备受争议，作为一名作家，他的声誉至今仍是褒贬不一，尽管一种平衡的评价显然越来越盛行。

### 《瓦尔普吉斯之夜》（Walpurgisnacht）[18]
《哥连》出版一年后，梅林克带着他的下一部小说《瓦尔普吉斯之夜》重返布拉格。这次他没有选择犹太人隔离区，而是去了城堡区和所谓的小城区。在古老的宫殿里，颓废的贵族生活在一个封闭的世界中，厌恶地俯视着这座城市及其居民。只有宫廷御医塔杜斯·弗鲁格贝尔才会冒险前往小城区的客栈，或探望“波西米亚丽赛尔”，一个被冷落的妓女，他曾经的情人。

#### 主要内容
故事围绕着两个年轻人展开：扎赫拉德卡伯爵夫人的侄女波利克塞娜，以及音乐学生奥托卡·冯德雷茨。冯德雷茨与养父母住在达利博尔卡的卫兵所，但实际上是伯爵夫人的私生子。
两人在布拉格城堡旁的“饥饿塔”达利博尔卡（Daliborka）幽会，那是一座阴暗的监狱塔楼，囚犯们被饿死在那里。与此同时，这里也是一群阴谋家的聚集地，他们意图彻底摧毁城堡区的寄生贵族。瓦尔帕吉斯之夜，一场血腥的民众起义终于爆发，梅林克编织了胡斯战争和1848年布拉格起义时期的传说。革命者们想加冕冯德雷克为“世界之王”，但他却被他的生母——伯爵夫人——枪杀了。
除了冯德雷克和波利克塞娜之外，另一个高度神秘的人物主导着整个事件：演员和梦游者兹尔卡德罗，他最终自杀并要求叛军将他的皮肤拉到鼓上来领导革命——正如传说中胡斯运动的军事领导人扬·日兹卡所做的那样。
“因此，梅林克的小说，一开始是对古老波西米亚贵族的讽刺，最终却以超现实、恐怖的“瓦尔普吉斯之夜”收尾。小说中，反叛者如同魔鬼般出现，不惜一切代价。只有迷失在布拉格某处的波吕克塞娜，小说留下了她的命运悬而未决；还有男仆弗鲁格贝尔斯，他最终撕下了被遗忘的日历页，直到6月1日出现。”
真是个血腥的故事！除了描绘最终以噩梦般的结局收场的社会冲突之外，梅林克还在小说中编织了截然不同的信息。在餐厅后屋，塔杜斯·弗鲁格贝尔与梦游的兹尔卡德罗发生了一场诡异的邂逅。兹尔卡德罗恍惚地用自己的灵魂质问他，他究竟是谁：
我是那只隐形的夜莺，栖息在笼中歌唱。但并非每个笼子的栅栏都会在它歌唱时震动。多少次，我在你的心中歌唱，希望你能听到我的声音，但你却终生充耳不闻。宇宙中，没有任何东西像我一样与你如此亲近，如此私密，而如今你却问我是谁？对许多人来说，他们的灵魂已变得如此陌生，以至于当他们看到它时，便会崩溃而死。他们不再认识它，它在他们眼中变成了美杜莎的头像；它带着他们所犯下的恶行的面容，他们暗自担心这些恶行可能玷污了他们的灵魂。只有你跟着唱，才能听到我的歌声。作恶者听不到自己灵魂之歌——他们是对生命、他人和自己的作恶者。聋子也是哑巴。持续聆听夜莺之光的人是无辜的，即使他弑父弑母。（《瓦尔普吉斯之夜》全文原文参见https://www.projekt-gutenberg.org/meyrink/walpurgi/chap004.html）

#### 思想源泉
梅林克的这些深刻真理的源泉是谁，如今终于为人所知：画家兼秘传作家约瑟夫·安东·施奈德弗兰肯（Joseph Anton Schneiderfranken），他以笔名“Bo Yin Ra”写作，至今仍有人阅读，这在一定程度上要归功于在巴塞尔成立的基金会。梅林克于1917年春天与他相识，并发展出一段持续多年的友谊。
阅读《瓦尔帕吉斯之夜》会引发读者情绪的翻天覆地的变化，我们完全同意这位评论家的以下观点：
《沃尔帕吉斯之夜》在情节发展方面堪称神来之笔。梅林克研究者曾多次指出，作者在构建作品中的神秘元素时，秉持着折衷主义的原则。其情节结构亦是如此，它汲取了哥特小说、讽刺作品，甚至无政府主义作品的片段——梅林克刻意将这些元素交织在一起，确保给读者留下持久的印象。令人叹为观止的是，所有这些元素彼此交织，构思巧妙。每一个冒险的转折，每一个情节反转，在阅读过程中都令人信服，甚至显得势在必行。梅林克非凡的文笔和令人印象深刻的语言，使《哥连》成为一部独一无二的作品，也成就了其非凡的成就。

#### 名句选段
以下两段文段出自《瓦尔普吉斯之夜》第四章“镜中”：
Die traditionell österreichische, unnachahmliche Selbstverständlichkeit,
Nebensächliches mit tödlicher Würde, dagegen sogenannten Lebensernst
kavaliermäßig als Schulmeisterei aufzufassen, wie er es im kleinen vor sich sah,
zauberte ihm wieder Episoden aus der eigenen Jugend vor die Seele.
Wenn er selbst auch nie an dergleichen Gelagen teilgenommen hatte, so fühlte
er doch, daß sich hier, trotz aller Gegensätze, etwas im innersten Wesen mit ihm
Gemeinsames kundgab: zu prassen gleich einem Ostelbier und dennoch bis in
die Fingerspitzen hinein österreichischer Aristokrat zu bleiben – Wissen und
Kenntnisse wohl zu besitzen, aber sie lieber zu verbergen hinter scheinbaren
Skurrilitäten, als sie am unrechten Ort plump zur Schau zu stellen wie durch die
Erziehungslücke der Schule in seiner menschlichen Eigenart geschmacklos
gewordener Dauergymnasiast. – – – –
译文：奥地利传统的、无法模仿的任其自然的态度，微不足道的小事有着致命的尊严，但所谓生活的严肃性却被绅士般解读为一种校监式的婆婆妈妈，当他看到这些细节，脑海里就会浮现出自己年轻时的那些片段。
尽管他自己从未参加过这样的宴饮，但他仍感觉到，尽管存在种种差异，这些人内心深处的特质还是与他有某种共鸣：像东埃尔比人一样参加宴会，但仍然保持着地地道道的奥地利贵族气质——拥有知识和理解力,但宁愿将其隐藏在表面的滑稽之下，也不愿笨拙地将其展示在错误的地方，否则就像一个留级的文理学校学生，由于学校的教养漏洞而在个性上变得毫无品味。
这段话里的“Ostelbier”是德语作家约瑟夫·罗特（Joseph Roth）独创的复合词，由“Ost”（东）和“Elbier”（易北河居民）组合而成。隐喻普鲁士人的粗犷作风，和奥地利精致的文化形成对立，通过“Bier”（啤酒）隐喻其豪饮文化。易北河以东在地理上代普鲁士核心地区勃兰登堡、萨克森等。